# StrongARM

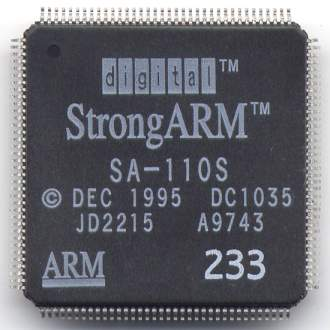
Microprocessador DEC StrongARM SA-110.

El microprocessador  StrongARM  és una versió més ràpida del disseny del processador ARM. Va ser fruit de la col·laboració el 1995 entre Advanced RISC Machines i Digital Equipment Corporation.
DEC va fabricar diversos microprocessadors StrongARM basats en el nuclis de processador RISC de 32 bits, que s'utilitzaven en terminals de xarxes. A finals de l'any 1997, Intel va comprar la tecnologia StrongARM, i poc després anunciava la seva intenció d'utilitzar els processadors de StrongARM en uns dispositius personals, llavors emergents, les PDA. Va ser substituït per l'Intel XScale.

## Història
El StrongARM va ser una col·laboració entre Digital i Advanced RISC Machines amb l'objectiu de crear una CPU més ràpida obtinguda a partir de la línia existent de processadors ARM (encara que no totalment compatible). El StrongARM es va dissenyar amb el mercat objectiu de la gamma alta de sistemes encastats de baix consum, on els usuaris necessiten més prestacions de les que un ARM pot proporcionar i que fos capaç d'acceptar més suport extern. Els dispositius preferents van ser les PDA si els set-top box (dispositius que afegeixen funcionalitat a un aparell de TV com ara accés a Internet o canals digitals).
El projecte es va posar en marxa el 1995, i ràpidament va llançar el seu primer producte, el  SA-100 . Aquest va ser incorporat immediatament en les noves versions de l'Apple Newton, l'Acorn Risc PC, el sistema d'edició de vídeo Eidos Òptima, i molts altres dispositius.
Digital Semiconductor, la divisió de xips de DEC va ser posteriorment venuda a Intel el 1997 com a part d'un acord legal. Intel utilitzar el StrongARM per reemplaçar la seva agonitzant línia de microprocessadors RISC, els Intel i860 i Intel i960. Va ser succeït pel Intel XScale.

## Descripció
La família StrongARM estava formada per les versions més ràpides dels microprocessadors ARM però amb algunes diferències en el conjunt d'instruccions. Amb una velocitat de rellotge de 206 MHz podien realitzar més de 235 MIPS (1,14 MIPS/MHz). Això va causar una limitada compatibilitat amb l'anterior família de processadors ARM, a causa de la seva cache separada per a dades i instruccions, fet que causava errors en el codi automodificable. Aquestes prestacions van ser posteriorment incloses en algunes arquitectures ARMv4 (principalment l'ARM/Texas Instruments ARM925). El StrongARM té una instrucció "invalidate cache line" per dir-li a la CPU que ha de rellegir de la memòria principal. Aquesta situació passa rarament en el programari comú. Tanmateix els StrongARM no són els únics processadors que han realitzat el mateix sacrifici, el Motorola 68020, per exemple, va tenir similars problemes de compatibilitat amb el software dissenyat per als anteriors models Motorola 68000 i Motorola 68010.
El StrongARM es va dissenyar amb la idea d'una memòria lenta (i per això més barata perquè té un menor cost de fabricació). El StrongARM té un conjunt de 32 adreces de memòria cau associatives que treballen amb adreces virtuals. L'alt conjunt associable permet un major rendiment que els dissenys competidors, i l'ús d'adreces virtuals permet a la memòria el fet de poder ser escorcollada i buidada simultàniament. Un buffer d'escriptura permet que l'escriptura a la memòria principal es realitzi sense l'atenció de la CPU, incrementant l'eficàcia del disseny.
El SA-100 va ser el primer membre de la família, seguit pel SA-110 i el SA-1110.